# Akámas
Akámas är en halvö i Cypern.   Den ligger i distriktet Eparchía Páfou, i den västra delen av landet, 100 km väster om huvudstaden Nicosia. Akámas ligger på ön Cypern.
Klimatet i området är tempererat. Årsmedeltemperaturen i trakten är 20 °C. Den varmaste månaden är augusti, då medeltemperaturen är 30 °C, och den kallaste är januari, med 10 °C. Genomsnittlig årsnederbörd är 618 millimeter. Den regnigaste månaden är december, med i genomsnitt 116 mm nederbörd, och den torraste är augusti, med 1 mm nederbörd.